# Kim Appleby (album)
A Kim Appleby című debütáló album a brit énekes-dalszerző Kim Appleby 1990. november 29-én megjelent lemeze, melyről 4 kislemezt jelentettek meg. A Don't Worry az Egyesült Királyság kislemezlistáján a 2. helyezést érte el. A következő dal a G.L.A.D. csupán a 10. helyezést érte el a brit kislemezlistán. A harmadik dal a "Mama" a 19. helyezés volt, míg az "If You Cared" a 44. helyre jutott. Az album a brit albumlistán a 23. helyezést érte el, 45. volt Németországban, 36. Svájcban, 30. Ausztriában, 65. Hollandiában, 24. Svédországban, és 159. Ausztráliában.
Miután testvére Mel rákban meghalt 1990 januárjában, a Bros volt basszusgitárosa, és barátja Craig Logan segítette őt szólókarrierje indulásában. A dalok többsége a következő Mel & Kim albumra került volna fel, azonban erre már nem kerülhetett sor. Az albumon a Mellel közösen írt, valamint önálló dalok is felkerültek a lemezre.

## Számlista
| #   | Cím                  | Szerző(k)                                    | Producer(ek)                    | Hossz |
| --- | -------------------- | -------------------------------------------- | ------------------------------- | ----- |
| 1.  | Don't Worry          | Craig Logan / kim Appleby                    | George DeAngelis / Pete Schwier | 3:38  |
| 2.  | Mama                 | Craig Logan / kim Appleby / Melanie Appleby  | George DeAngelis / Pete Schwier | 4:18  |
| 3.  | If You Cared         | kim Appleby / Melanie Appleby                | George DeAngelis / Pete Schwier | 4:09  |
| 4.  | Downtown Clown       | Chris Sutton / kim Appleby / Melanie Appleby | George DeAngelis / Pete Schwier | 4:20  |
| 5.  | I'll Be There        | kim Appleby / Melanie Appleby                | George DeAngelis / Pete Schwier | 4:30  |
| 6.  | G.L.A.D.             | Craig Logan / Kim Appleby / Melanie Appleby  | DeAngelis / Schwier             | 3:24  |
| 7.  | Hey You              | Craig Logan / kim Appleby / Melanie Appleby  | DeAngelis / Schwier             | 3:44  |
| 8.  | What Did I Do Wrong? | Craig Logan / kim Appleby / Melanie Appleby  | DeAngelis / Schwier             | 3:45  |
| 9.  | Dodgy People         | Craig Logan / kim Appleby / Melanie Appleby  | DeAngelis / Scwier              | 2:56  |
| 10. | Teach Me             | Craig Logan / kim Appleby / Melanie Appleby  | DeAngelis / Schwier             | 4:49  |

## Slágerlista
| Slágerlista (1990)                       | Legjobb helyezés |
| ---------------------------------------- | ---------------- |
| Egyesült Királyság (Official Charts)     | 23               |
| Ausztrália (ARIA)                        | 159              |
| Ausztria (Ö3 Austria Top 40)             | 30               |
| Németország (Offizielle Deutsche Charts) | 45               |
| Hollandia (Single Top 100)               | 65               |
| Svédország (Sverigetopplistan)           | 24               |
| Svájc(Schweizer Hitparade)               | 36               |